# Ignace Alhochi
 (mai 2019).
Si vous disposez d'ouvrages ou d'articles de référence ou si vous connaissez des sites web de qualité traitant du thème abordé ici, merci de compléter l'article en donnant les références utiles à sa vérifiabilité et en les liant à la section « Notes et références ».
Ignace Alhochi est un moine et prélat orthodoxe syrien, né en 1970 à Damas.
Il est le métropolite de l'archidiocèse orthodoxe antiochien de France et d'Europe occidentale et méridionale. 